# 袷袢

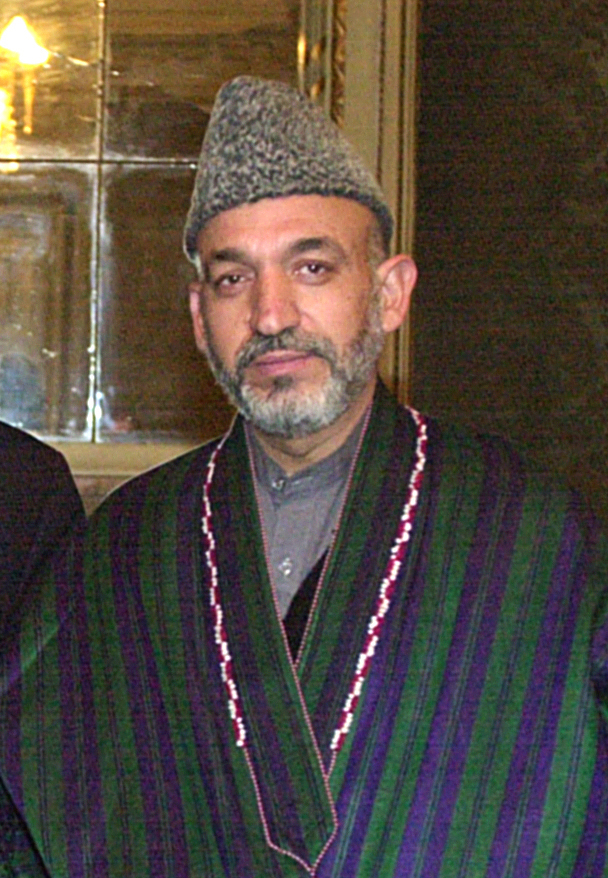
身着阿富汗传统袷袢的哈米德·卡尔扎伊

袷袢是在寒冷天气里通常为男子所穿着的一种大衣。这种大衣装饰有复杂的丝线以及各种各样的花色和图案。它是中亚地區各民族的传统服饰，在乌兹别克斯坦、阿富汗、塔吉克斯坦、哈萨克斯坦、吉尔吉斯斯坦、巴基斯坦以及塔里木盆地周围的地区均可看到身着袷袢的人。阿富汗前总统哈米德·卡尔扎伊经常身着袷袢。